# WWE '12
WWE '12 es un videojuego de lucha libre profesional desarrollado por Yuke's y publicado por THQ para los sistemas PlayStation 3, Wii y Xbox 360 . Es el primer juego de la serie WWE, el décimo cuarto en la serie combinada y es la secuela de WWE SmackDown vs. Raw 2011. Fue lanzado el 22 de noviembre de 2011 en América del Norte y el 25 de noviembre en el Reino Unido.
Su lema oficial es Bigger, Badder, Better (Más Grande, Más Malo, Aún Mejor).

## Jugabilidad
El sistema de agarre fuerte/débil de juegos pasados se ha eliminado. Ahora los personajes realizan movimientos diferentes según el estado físico de su oponente. Los jugadores ahora tienen una ventana de oportunidad para atacar cuando estén en un estado físico decayente y también pueden interrumpir los movimientos y eliminaciones del Royal Rumble con ataques. Del mismo modo, el medidor de pin de los últimos juegos ha sido trabajado a fin de mientras más dañado esté el luchador, más difícil sea la liberación. La inteligencia artificial del juego ha sido ajustada para evitar que los jugadores usen el mismo movimiento excesivamente. Además, la capacidad de almacenar remates ha vuelto. Una nueva característica llamada "Dynamic Comebacks" dará a los jugadores en el borde de la derrota la oportunidad de utilizar con éxito una combinación de movimientos para ganar dos remates. Las nuevas "wake up taunts" permiten traer a un oponente caído a sus pies para el remate (como Randy Orton golpeando el piso antes de aplicar su RKO). Los jugadores también tienen la capacidad de dirigirse a los miembros específicos durante los combates y realizar llaves de rendición a través de un minijuego de sumisión llamado "Breaking Point". El juego también contará por primera vez con gráficos completos de entrada para las Superestrellas (incluyendo titantrons, curve trons, side trons y banner movies).
El modo "Universo WWE" volverá, con nuevos y más impredecibles eventos basados en las decisiones del jugador una de ellas es por ejemplo que este año contaras con el programa de Draft donde tu lucharas por parte de Raw y Smackdown y al finalizar la lucha el WWE Universe elijira quien se va a la marca ganadora. El modo "Road to WrestleMania" contará con 1 sola historia, de tres episodios (Villain, outsider y hero) de 18 meses en total. Empezaras primero el prólogo con John Cena, para luego empezar a jugar con el villian story lo cual usas a Sheamus y a los seis meses tu camino será interrumpido por Triple H, y comenzaras a jugar con el Outsider story para luego con lo mismo empezar a jugar con el Hero story lo cual usas a una superestrella creada. Los modos de creación volverán para Superestrellas, trajes, entradas, remates, argumentos y "Mejores momentos", añadiendo un nuevo modo de creación a la lista "Crear tu propio ring", donde los jugadores podrán crear su propio estadio añadiendo logos creados por ellos mismos en el cuadrilátero, mesas de comentaristas, etcétera. Al igual que en la entrega del año pasado los jugadores contarán con la posibilidad de compartir creaciones en línea. También se anunció que se podrá modificar el Overall de cualquier Luchador Diva y Leyenda con el Attribute Customizer.

## Desarrollo
THQ ha promovido un nuevo sistema de animación llamado "Predator Technology". Además de permitir a los jugadores interrumpir movimientos, las animaciones de ataque como el Five Knuckle Shuffle de John Cena ya no tendrán que ser en el centro del ring. También se ha añadido más realismo a las cuerdas del ring, con éstas moviéndose cuando el personaje se estrella en la lona (no disponible en la consola nintendo Wii). Los desarrolladores también han hecho esfuerzos para prevenir los problemas de detección de colisiones que han afectado a la serie en el pasado.

## Ediciones
THQ y WWE han confirmado que pondrán a la venta 2 ediciones del juego las cuales serán la edición especial "People's Edition" y la versión arcade.Pero luego THQ confirmó la Wrestlemania Edition en abril de 2012

### Arcade
La versión arcade solo contara con la copia del juego, un código para descargar a The Rock (solo en la versión latinoamericana) en el roster inicial, por Pre-Orden Exclusivo y 90 días después del lanzamiento del juego via DLC.

### The People's Edition
La People's Edition contara con una copia del juego WWE '12, un DVD/Bluray, una foto autografiada de The Rock, un paquete de cartas intercambiables de The Rock y un código especial para poder incluir a The Rock en el roster inicial. También ha sido confirmado en la página oficial de THQ que la People´s Edition solo estará disponible en Estados Unidos, México y Canadá.

### Wrestlemania Edition
Esta es una edición especial que THQ lanzará luego del pasado Wrestlemania XXVIII. El 25 de
mayo del 2012 saldrá esta edición con todos los DLC y The Rock. Y se dice que saldrá para todo el mundo, no solo para Norteamérica como The People`s Edition.

### Portadas
En la portada oficial aparecerá el luchador Randy Orton,
En Latinoamérica aparecerá el luchador Sin Cara en la portada del juego y en la de The People's Edition aparece The Rock.

## Campeonatos
| Campeonato                        | Campeón                             | Marca         |
| --------------------------------- | ----------------------------------- | ------------- |
| WWE Championship                  | Alberto del Rio                     | RAW           |
| World Heavyweight Championship    | Randy Orton                         | SmackDown     |
| WWE Intercontinental Championship | Ezekiel Jackson                     | SmackDown     |
| WWE United States Championship    | Dolph Ziggler                       | Raw           |
| WWE Tag Team Championship         | David Otunga & Michael McGillicutty | Raw Smackdown |
| WWE Divas Championship            | Kelly Kelly                         | Raw           |

## Recepción
Las versiones de Xbox 360 y PlayStation 3 generaron opiniones mixtas. IGN le dio una puntuación de 9.0 sobre 10, diciendo que los cambios en el sistema de juego eran "un soplo de aire nuevo en el núcleo de mecánica." Mike D'Alonzo de G4 dijo que era "el mejor juego de lucha libre profesional jamás creado." Sin embargo, Andy Hartup de Computer and Video Games le dio una puntuación de 6.7 sobre 10 y dijo que el juego "ofrecer un poco más en los gráficos en un producto viejo." Dan Ryckert, del Game Informer, secundó su opinión diciendo que "Gracias a una historia poco trabajada y unas pocas mejoras sutanciales, este es el juego de la WWE menos trabajado en años."

## Contenido Descargable (DLC)
Los paquetes de contenido decagable son los siguientes:

| Paquete #1 | 960 Puntos Microsoft 11.99$ PlayStation Network | Christian (Edge Tag-Team Attire) Edge (Christian Tag-Team Attire) Road Warrior Animal(Legión of Doom) Road Warrior Hawk(Legión of Doom) | - | Paquete #2 | 960 Puntos Microsoft 11.99$ PlayStation Network | - | Paquete #3 | 960 Puntos Microsoft 11.99$ PlayStation Network | - | - | Brodus Clay Mick Foley Randy Savage |

Las fechas de lanzamiento del contenido descargable son las siguientes:
- Paquete #1: 22 de noviembre del 2011
- Paquete #2: 21 de diciembre del 2011
- Paquete #3: 31 de enero del 2012

## Roster
El roster está conformado de 63 Luchadores, 13 Divas 3 Anunciadores y 2 Comentaristas, los que están resaltados en negrita hacen su debut o regresan a la saga. Como se viene dando desde el 2010 se utiliza un árbitro para todos los combates. El roster fue revelado el 13 de agosto de 2011 donde se anunciaron las Superestrellas, Divas y Leyendas. Las otras 14 de las Superestrellas que faltaron revelar fueron: 1 luchador sorpresa (ya incluido en el juego), 7 luchadores y 6 divas, que son DLC, fueron revelados hasta fines de octubre. El 25 de octubre se reveló el DLC 1, pero también fueron revelados los nombres del resto de los demás personajes DLC. El 27 de octubre se reveló el DLC 2 que es de las Divas. El DLC 3 será de Leyendas que incluye a la superstar Brodus Clay que fue revelado el 11, 14 y 16 de noviembre.El día 27 de enero del 2012 se confirmó que estaría disponible la vestimenta de Kane Era Attitude como DLC. El 2 de abril se informó del lanzamiento de Wrestlemania editon en el cual vendrían todos los DLC y a  The Rock pero esta dicha edición fue cancelada.
| Raw: - Alberto Del Rio - Alex Riley - Beth Phoenix - Big Show - CM Punk - David Otunga - Dolph Ziggler - Drew McIntyre - Evan Bourne - Eve - Goldust1 - Husky Harris - Jack Swagger - John Cena - John Morrison - Kelly Kelly - Kofi Kingston - Maryse - Mason Ryan - Michael McGillicutty - R-Truth - Rey Mysterio - Santino Marella - The Miz - Triple H - Vladimir Kozlov - Zack Ryder | SmackDown: - Chavo Guerrero - Christian - Cody Rhodes - Daniel Bryan - Ezekiel Jackson - Heath Slater - Justin Gabriel - Kane - Layla - Mark Henry - Michelle McCool1 - Natalya - Randy Orton - Sheamus - Sin Cara - Ted DiBiase - The Undertaker - Tyson Kidd - Wade Barrett - William Regal - Yoshi Tatsu | Leyendas, Superestrellas Retro y Alumni - Animal1 - Arn Anderson1 - Ax1 - Booker T1 - Brock Lesnar1 - Eddie Guerrero1 - Edge1 - Hawk1 - Kevin Nash1 - Mr. McMahon1 - Ricky Steamboat1 - Smash1 - Stone Cold Steve Austin1 - Vader1 |

### Otros y comentaristas
| RAW - Justin Roberts - Ricardo Rodríguez - Jerry "The King" Lawler - Michael Cole | SmackDown - Tony Chimel | Referee - Charles Robinson |

1Desbloqueable.

2Contenido Descargable Paquete #1.

3Contenido Descargable Paquete #2.

4Contenido Descargable Paquete #3.

5Contenido de descarga gratis en la preventa del juego.